# Otvorena uprava
Otvorena uprava je uprava koja podrazumeva veće učešće građana i saradnju sa vladom kroz korišćenje modernih tehnologija. Otvorena uprava predstavlja upravu sa visokim nivoom transparentnosti, što znači da javnost treba da ima pristup vladinim informacijama i bude informisana o njenim postupcima.
Otvorena uprava može se opisati i kao „transparentnost vladinih aktivnosti, dostupnost vladinih informacija i usluga, kao i odgovornost vlade prema novim idejama, zahtevima i potrebama”.
Veća otvorenost uprave ne koristi samo građanima, već i samoj vladi. Podstiče bolje upravljanje zapisima, donošenje odluka, čini usluge efikasnijim i služi kao zaštita od lošeg upravljanja i korupcije.

## Elementi otvorene politike
OECD definiše otvorenu upravu kao „kulturu upravljanja zasnovanu na inovativnosti i održivosti javne politike i prakse inspirisane principima transparenstnosti, odgovornosti i učešća građana koji podstiče demokratiju i inkluzivni rast“.
Transparentnost pomaže javnosti da shvati kako vlada funkcioniše i koje su njene nadležnosti. To je preduslov za otvoreno kreiranje politike i izgradnju poverenja javnosti. 
Međutim, transparentnost sama po sebi ne garantuje odgovornost. 
Često se otvorena uprava i transparentnost izjednačavaju. Ali, sama transparentnost nije dovoljna, već građani moraju da budu u stanju da govore o pitanjima koja su im važna i da imaju priliku da utiču na donošenje odluka.
Odgovornost zahteva pravila, propise i mehanizme koji rade na osiguravanju integriteta u vršenju javne vlasti i trošenja javnih sredstava. Odgovorna vlada je ona koja oseća odgovornost prema građanima, podržava standarde ponašanja i preuzima odgovornost za svoje odluke i postupke. 
Učešće građana podrazumeva da javnost može da se poveže sa pružaocima usluga i kreatorima politika i da tako zajedno stvaraju ideje koje vode ka dobrim zakonima, politikama i odlukama koje najbolje služe demokratskim interesima. 
Definicija otvorene uprave proširila se poslednjih godina kako bi se povećala interakcija između građana i javne uprave kroz upotrebu modernih tehnologija. 
Kao što ovi elementi pokazuju, otvorena uprava uključuje otvorenu administraciju, ali nije ograničena na nju. 
Širi koncept otvorene uprave otvorenost vidi kao nešto što je nužno za demokratiju, jer javnost ima pravo da zna zašto i kako su javni organi, zvaničnici i izabrani predstavnici doneli odluke.

## Otvorena uprava danas
Države sve više priznaju otvorenu upravu kao glavni produkt demokratije i inkluzivnog rasta. Principi otvorene uprave menjaju odnos između javnih zvaničnika i građana, stvarajući obostranu korist i uzajamno poverenje, i tako ga čine dinamičnijim.

## Partnerstvo za otvorenu upravu
Partnerstvo za otvorenu upravu predstavlja dobrovoljnu inicijativu koja osigurava obaveze vlade prema svojim građanima u cilju promovisanja transparentnosti, osnaživanja građana, borbe protiv korupcije i korišćenja novih tehnologija radi jačanja sistema upravljanja. 
Partnerstvo za otvorenu upravu predstavlja i međunarodni forum za dijalog i deljenje iskustava između izvršne vlasti, organizacija civilnog društva i privatnog sektora. 
Zvanično je formirano 20. septembra 2011. godine kada je usvojena deklaracija od strane osam vlada. Danas Partnerstvo ima 69 zemalja članica. Sve zemlje razvijaju Nacionalne akcione planove koji predstavljaju najvažniju komponentu učešća države u Partnerstvu. Akcioni plan predstavlja rezultat procesa u kome vlada u saradnji sa civilnim društvom definiše obaveze. Treba da pokrije period od dve godine i da sadrži set obaveza koje unapređuju transparentnost, odgovornost i učešće građana.
Strukturu partnerstva za otvorenu upravu čine:
1. Izvršni	komitet partnerstva	– izvršni organ čija je glavna uloga da razvija, promoviše i	štiti vrednosti i principe Partnerstva. Kreira glavne ideje,	politiku i pravila partnerstva, odlučuje o članstvu u samu	organizaciju i eventualno isključenje iz nje. Sastoji se od 22	člana, 11 iz država članica i 11 iz organizacija civilnog	društva. 
Izvršni komitet Partnerstva ima tri pododbora koja mu pomažu u radu. Pododbori daju preporuke izvršnom Komitetu Partnerstva koji kasnije donosi odluke na osnovu ovih preporuka. Pododbori Partnerstva su: 
- Pododbor za	upravljanje i rukovodstvo
- Pododbor za	podršku i učenje
- Pododbor za	kriterijume i standarde

2. Mehanizam za	nezavisno izveštavanje (IRM)	– ključni mehanizam kojim vlada, civilno društvo i privatni	sektor mogu da prate razvoj i sprovođenje Akcionih planova	Partnerstva. 
3. Međunarodni	ekspertski panel (IEP)	– postavlja ciljeve i vizije Mehanizma, promoviše same izveštaje	i kontroliše kvalitet izveštaja. Članovi panela su stručnjaci iz	oblasti transparentnosti, odgovornosti i učešća građana. 

### Vrednosti partnerstva za otvorenu upravu
Vrednosti koje Partnerstvo promoviše proizilaze iz Deklaracije za otvorenu upravu koja je usvojena prilikom nastanka Partnerstva. To su:
1. Javno učešće	– angažovanje građana u izradi politika;
2. Integritet	vlasti – borba protiv korupcije i jačanja demokratskih	institucija;
3. Sloboda informisanja – garantovanje pristupa informacijama koje vlast	poseduje;
4. Fiskalna	transparentnost – pomoć za građane u praćenju trošenja	sredstava;
5. Javne usluge –	obezbeđivanje efikasne usluge građanima;
6. Otvoreni podaci	– digitalizacija i otvaranje podataka;
7. Transparentnost	u vezi sa vađenjem mineralnih i energetskih resursa –	obezbeđivanje trošenja prihoda za javno dobro.[5]

## Otvoreni podaci
Javne institucije sakupljaju i proizvode veliku količinu različitih podataka, a obezbeđivanjem njihove dostupnosti u formi otvorenih podataka (bez ugrožavanja poverljivosti ili privatnosti) oni se čine dostupnim širem krugu korisnika. 
Institucije time, ne samo da obezbeđuju viši nivo javnosti rada, već pružaju građanima i privredi nove mogućnosti da od podataka stvore neku novu vrednost – bilo da se radi o nekoj novoj aplikaciji, poslovnom modelu, vizuelizaciji, mapi, istraživačkom projektu, itd.
Otvoreni podaci su podaci koji se mogu slobodno koristiti bez ograničenja, ponovo upotrebiti i podeliti bilo sa kim.
Ponovna upotreba odnosi se na korišćenje otvorenih podataka od strane fizičkih ili pravnih lica za komercijalne ili nekomercijalne svrhe, drugačije od prvobitne za koju su bili prikupljeni ili izrađeni, i obuhvata mogućnost njihovog umnožavanja, distribucije, stavljanja na raspolaganje trećim licima, prilagođavanje, povezivanje sa drugim podacima, integrisanje u poslovne procese, proizvode i usluge, kao i druge ponovne upotrebe. 
Moraju biti u obliku koji je pogodan za računarsku obradu, u formatima zapisa čija je upotreba moguća bez plaćanja naknade ili drugih ograničenja, kao i za čiju obradu je dostupan najmanje jedan alat slobodnog softvera.
Otvoreni podaci podrazumevaju objavljivanje podataka u svom izvornom obliku, bez naknadnih transformacija i pratećih šifara. 
Ažurnost podataka postiže se direktnim preuzimanjem podataka iz baze u kojoj se izvorno obrađuju, kad god je to moguće.
Države širom sveta odavno su otkrile da otvoreni podaci podstiču privredni rast, čine javnu upravu efikasnijom i ekonomičnijom, omogućavaju kvalitetnije usluge za građane, osiguravaju transparentnost i smanjuju prostor za korupciju. 
Evropska unija je među prvima prepoznala značaj otvorenih podataka u posedu organa javne vlasti. Ona je 2003. godine donela Direktivu o ponovnoj upotrebi informacija javnog sektora koja je unapređena 2013. godine. 